# Es sind die kleinen Dinge
Es sind die kleinen Dinge ist ein französischer Spielfilm der Regisseurin Mélanie Auffre. Er wurde 2023 auf dem internationalen Festival des Komödienfilms von Alpe d'Huez 2023 uraufgeführt und erhielt den Publikumspreis und den Spezialpreis der Jury.

## Handlung
Alice (Julia Piaton) arbeitet als Lehrerin und Schulleiterin in einem kleinen Dorf in der Bretagne. Gleichzeitig ist sie die Bürgermeisterin der kleinen Gemeinde. Doch in dem beschaulichen kleinen Dorf liegt der Hund begraben. Es gibt keinen Lebensmittelladen mehr, keine Bar, und auch die Bäckerei ist verwaist. Also sucht Alice nun per Internet-Video nach neuen Pächtern. Sie versucht, die wesentlichen Dienstleistungen des Dorfes am Laufen zu halten und gerät dabei manchmal an ihre Grenzen. Der 65-jährige Émile (Michel Blanc) kann nicht lesen und schreiben. Er hat sich in den Kopf gesetzt, auf seine alten Tage doch noch Lesen und Schreiben zu lernen und hierzu den Unterricht der Grundschulklasse des Ortes zu besuchen. Doch auch die Zukunft der Schule ist bedroht. Da sie zu wenig Schüler hat, soll die Schule geschlossen werden – ein existenzielles Problem nicht nur für Alice, sondern das gesamte Dorf. Also tun sich alle zusammen und versuchen so, das Schlimmste noch einmal abzuwenden.

## Kritik
Auf der Website Filmstarts.de wird der Film mit vier von fünf Sternen bewertet. Gaby Sikorski schreibt in ihrer Kritik für Filmstarts: Die gelungene Komödie hat mit ihrem liebevollen Humor genau die richtige Message für alle, die sich im Alltag für andere aufopfern: Es lohnt sich, ein netter Mensch zu sein. Ein Film, der wahrscheinlich jedem Menschen ein Lächeln ins Gesicht zaubert, und das tut richtig gut. Wohlfühlkino à la bonheur, vier Sterne und fünf Herzchen.
Walli Müller von NDR-Kultur meint, Michel Blanc gelinge in "Es sind die kleinen Dinge" eine wunderbar authentische Figur, die mit ihrer Schroff- und Sturheit nur die eigene Verletzlichkeit überspielt.

## Preise
Publikumspreis und Spezialpreis der Jury auf dem internationalen Festival des Komödienfilms von Alpe d'Huez 2023